# 喜從天降
《喜從天降》（英語：Sent From Above），是一部於2020年上映的喜劇電影，由廖峻、柯宇綸、張允曦、林美秀、曾之喬、劉冠廷領銜主演，2020年1月23日於台灣上映。緯來電影台預計於2020年8月16日上檔。

## 演員列表
| 演員姓名 | 角色名稱 |
| 廖峻     | 廖伯伯   |
| 柯宇綸   | 鄭得利   |
| 張允曦   | 阿曼達   |
| 謝岩希   | 承承     |
| 林美秀   | 主委     |
| 曾之喬   | 田姐     |
| 劉冠廷   | 小陳     |

### 其他演員
| 演員姓名 | 角色名稱 |
| 方季惟   | 范委員   |
| 白靜宜   |          |
| 陳竹昇   | 陳先生   |
| 張少懷   | 林先生   |

## 外部連結
- 台灣電影網上《喜從天降》的資料（繁體中文）